# Viennay
Viennay – miejscowość i gmina we Francji, w regionie Nowa Akwitania, w departamencie Deux-Sèvres.
Według danych na rok 1990 gminę zamieszkiwały 1063 osoby, a gęstość zaludnienia wynosiła 68 osób/km² (wśród 1467 gmin regionu Poitou-Charentes Viennay plasuje się na 283. miejscu pod względem liczby ludności, natomiast pod względem powierzchni na miejscu 555.).